# 快乐驿站
《快乐驿站》是中国大陆用动画形式来展现小品、京剧、相声等中国曲艺作品的电视节目，该系列动画由多人以及多公司参与。《快乐驿站》的主编姜怡湘认为目前国内给成年人看的电视动漫节目非常少，恰巧当时Flash技术比较流行，于是他们便决定用Flash的方式来制作动画。

## 评价
- 作品还受到很多人包括相声演员的喜爱。相声演员侯宝林的女儿侯珍看到后对此也表示喜爱。[5]
- 在第十三届上海电视节白玉兰奖国际电视节目中被提名为“最佳中国动画片创意”。[6]

## 制作团队
- 主编:蒋健
- 动画指导:张亮、安旭（已故）
- 策划导演:王波（皮三）
- 顾问:侯錱、刘娅娅、王安、余韶文、何东
- 早期拍摄导演:连克
- 编导:李璟、吴瑶瑶、吕玥、刘雪生、张淼、王强、郑丹妮、贾永伟、逯宁、赵海洋、袁媛、范灏、梁雪、李佩思
- 动画导演:陈曦、李文杰、王大鹏、冯平、叶亮、于淼、常旭、陈樊
- 动画制作:郑疏影、陈梦梦、王海芳、周爽、陈静、宋继娜、赵骥、李娜、边虹美子、杜鑫、曹宸、谢亚杰、梁严、黄旭华
- 后期制作:于闯、李文明、刁庆茹、贾长亮、肖松松
- 节目推广:鞠浩
- 资讯:王均、翟天霞、唐颖、郭文涛、石芃、王雯君、郭迎宾、冯国庆、吴彦
- 制片:张西宇、周薇、张戈、李刚、洪斌、郑凯
- 制片主任:屈晋、梁波
- 执行制片人:姜怡湘
- 制片人:林远
- 监制:张晓海、严宪役、金越
- 总监制:朱彤
- 动画制作:王波（皮三）及互象动画同仁、杨登云及隆马动画同仁、齐朝辉（BBQI）及其团队同仁、沈小川及小川汇文化同仁、钱洪伟（白墨）边之界同仁等

## 播出信息
- 该剧与2004年开始在央视电视台播放。
  - 2006年1月30日起推出《快乐驿站》海外版。[7]
- 2010年9月3日起由于CCTV3改版，CCTV3首播版停播，之后于2014年4月17日该节目海外版停播，并入CCTV11锦绣梨园。

## 外部連結
- 豆瓣电影上《快乐驿站》的資料 （简体中文）
- 央视网链接 （页面存档备份，存于）
- youtube链接